# Cantó d'Allonnes (Sarthe)
El cantó d'Allonnes és un cantó francès del departament de Sarthe, situat al districte de Le Mans. Té sis municipis i el cap es Allonnes.

## Municipis
- Allonnes
- Chaufour-Notre-Dame
- Fay
- Pruillé-le-Chétif
- Rouillon
- Saint-Georges-du-Bois

## Història
| Data d'elecció                           | Identitat         | Partit | Qualitat |
| ---------------------------------------- | ----------------- | ------ | -------- |
| 1982-1992                                | Yvon Luby         | PCF    |          |
| 1992-1998                                | Claudine Lefebvre | RPR    |          |
| 1998-2011                                | Yvon Luby         | PCF    |          |
| 2011-                                    | Gilles Leproust   | PCF    |          |
| les dades anteriors no són pas conegudes |                   |        |          |
|                                          |                   |        |          |

## Demografia
| A partir de 1990: Població sense dobles comptes |